# اوی‌چانالوش
اوی‌چانالوش (به مجاری:  Újcsanálos) یک منطقهٔ مسکونی در مجارستان است که در ناحیه میشکولتس واقع شده‌است. اوی‌چانالوش ۱۲٬۲ کیلومتر مربع مساحت و ۸۶۱ نفر جمعیت دارد.